# Trinchet
Prin trinchet sau arbore trinchet (în engleză foke mast ; head mast) se înțelege primul arbore (catarg) începând de la prova, al unui velier. 
La navele cu mașini este denumit uneori arbore prova.